# Heinrich Blume (Politiker)

Heinrich Blume

Heinrich Blume (* 25. Januar 1887 in Hameln; † 26. Juli 1964 in Hannover) war ein deutscher Lehrer und völkisch-nationalsozialistischer Politiker.

## Leben
Nach dem Besuch der Mittelschule in Goslar von 1893 bis 1901 und der Präparandenanstalt in Einbeck von 1901 bis 1904 sowie des Seminars in Northeim von 1904 bis 1907 war Blume Lehrer in Kerstlingerode (heute Ortsteil von Gleichen) im Landkreis Göttingen, 1907/08 in deutschen Schulen in Kopenhagen sowie von 1910 bis 1919 in Niederscheden (Landkreis Münden) und Dassel. 1914 legte er die Mittelschullehrerprüfung in Naturwissenschaften ab. Im selben Jahr meldete er sich als Kriegsfreiwilliger und wurde 1915 bei Langemark verwundet. 1916 legte er die Rektorprüfung ab und wurde schließlich Rektor in Melsungen.
Bereits in den 1920ern trat Blume der SA bei.
In der Reichstagswahl im Mai 1924 wurde Blume für den Wahlkreis 19 (Hessen-Nassau) in den Reichstag gewählt, wo er in der zweiten Wahlperiode die Nationalsozialistische Freiheitspartei vertrat. Zu dieser Zeit war er bereits im Deutschbund tätig, dessen Organ, die Deutschbundblätter, er herausgab. Außerdem hatte er Aufsätze in der Zeitschrift Pädagogischen Warte veröffentlicht.
Als völkischer Politiker tat sich Blume in der Öffentlichkeit radikal antisemitisch hervor. So ist sein Name unter einem Aufruf von 1925 zu finden, in dem die Aufhebung der Gleichberechtigung der Juden sowie deren Stellung unter das Fremdenrecht „[b]is zu ihrer völligen Ausscheidung aus den Kulturvölkern“, das Verbot des jüdischen Kultus (mit der Begründung, dass dieser „unter dem Deckmantel religiöser Gebräuche in Wahrheit unsittliche und staatsfeindliche Bestrebungen“ pflege), die Schließung der Synagogen und die Beschlagnahmung und Vernichtung der rabbinischen Schriften gefordert wird. Weitere Unterzeichner des Aufrufs waren u. a. Marie Diers, Artur Dinter, Anton Drexler, Theodor Fritsch, Rudolf John Gorsleben, Wilhelm Henning, Max Maurenbrecher, Ernst Graf zu Reventlow, Edith von Salburg, Otto Schmidt-Gibichenfels und Theodor Vahlen.
In seiner einflussreichen Stellung im Deutschbund sorgte Blume für den Anschluss der Deutschen Kunstgesellschaft, deren Vorsitz er 1927 zusammen mit Eugen Friedrich Hopf übernahm. Er protegierte in dieser Funktion die Gründerin Bettina Feistel-Rohmeder (1873–1953) und bewog Emil Kirdorf zu Spenden für eine Lübecker Ausstellung der Gesellschaft.
Im Mai 1929 wurde Blume zum stellvertretenden Bundesleiter des Deutschbundes gewählt (Max Robert Gerstenhauer gleichzeitig zum Bundesleiter auf Lebenszeit). Zum 1. August 1932 trat er der NSDAP bei (Mitgliedsnummer 1.261.662).
Nach der nationalsozialistischen „Machtergreifung“ fungierte Blume als kultureller Berater im NSDAP-Gau Hessen-Nassau und wurde von Dietrich Klagges in den Staatsdienst beim Bildungsministerium berufen. Des Weiteren war er Redakteur bei der NS-Kunstzeitschrift Das Bild.
Nach Kriegsende wurden Blumes Bücher Das politische Gesicht der Freimaurerei (1936) und So ward das Reich. Deutsche Geschichte für die Jugend (1940) in der SBZ auf die Liste der auszusondernden Literatur gesetzt.